# Louis Wagner
Louis Wagner (Le Pré-Saint-Gervais, 5 febbraio 1882 – Montlhéry, 13 marzo 1960) è stato un pilota automobilistico, aviatore e calciatore francese.

## Carriera

### Calciatore
Giocò come difensore nel Milan, partecipando alla fortunata cavalcata che portò i rossoneri allo scudetto del 1901: in quella stagione, scese in campo nella semifinale di Torino contro la Juventus. Fu parte poi anche dell'undici titolare che l'anno successivo perse la finale del campionato a Genova contro il Genoa.

### Pilota automobilistico

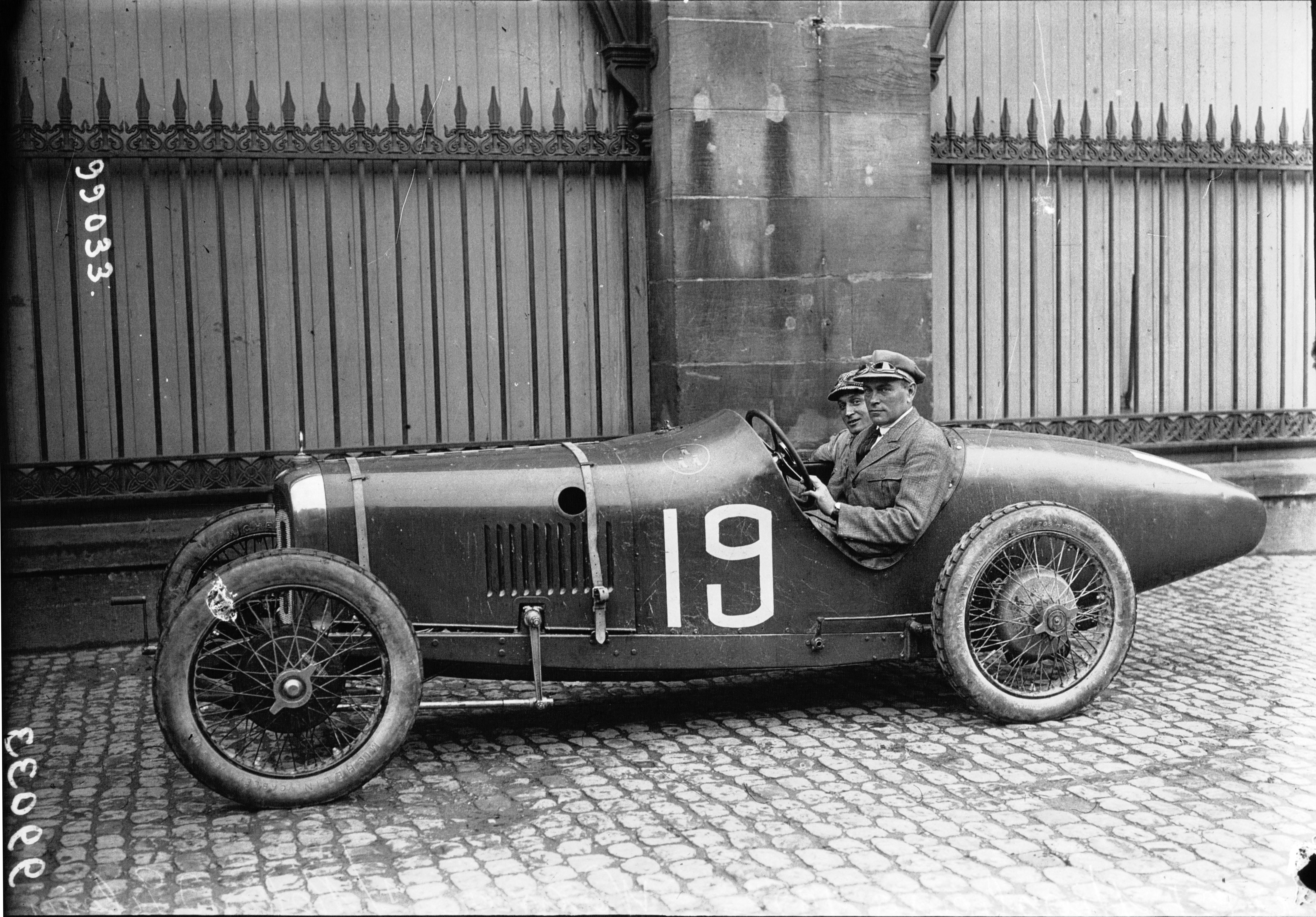
Louis Wagner al Gran Premio di Francia 1922.

Wagner iniziò a correre in automobile in giovane età, vincendo nel 1903 il Circuito delle Ardenne, categoria voiturette, al volante di una Darracq. L'anno dopo, sempre con una Darracq, prese parte alla Coppa Gordon Bennett in Germania, e nel 1905 fu eliminato in qualifica al Circuito di Clermont-Ferrand. Nel 1906 vinse la Coppa Vanderbilt al volante di una Darracq 120 sul circuito di Long Island. Nel 1907 arrivò quinto al Kaiserpreis e, l'anno dopo, vinse la prima edizione del Gran Premio degli Stati Uniti d'America, al volante di una FIAT. Dopo una pausa, dovuta al suo impegno come aviatore, Wagner tornò a gareggiare arrivando secondo con una Mercedes al Gran Premio di Francia 1914, preceduto da Christian Lautenschlager. Dopo la guerra, tornò in pista alla 500 Miglia di Indianapolis del 1919 guidando una Ballot, ma si dovette ritirare al 45º giro per la rottura di un cerchione. Nel 1924 fece parte della squadra dell'Alfa Romeo (equipaggiata con il modello P2) con Antonio Ascari e Giuseppe Campari. Due anni dopo, vinse con Robert Sénéchal la prima edizione del Gran Premio di Gran Bretagna, guidando una Delage 155B. In agosto vinse il Gran Premio di La Baule su una Delage 2LCV.
Oltre che ai Gran Premi, Wagner prese parte anche alla 24 Ore di Le Mans.

## L'esperienza nell'aviazione
Louis Wagner lavorò come pilota per la Hanriot, vincendo numerose competizioni nel 1910, prima di tornare all'automobilismo.

## Palmarès

### Calciatore

#### Club

##### Competizioni nazionali
- Campionato italiano: 1

Milan: 1901

##### Altre competizioni
- Medaglia del Re: 2

Milan: 1901, 1902

## Riepilogo vittorie automobilistiche
| Anno | Gran Premio                             | Luogo              | Vettura     |
| ---- | --------------------------------------- | ------------------ | ----------- |
| 1903 | Circuito delle Ardenne                  | Bastogne           | Darracq†    |
| 1906 | Coppa Vanderbilt                        | Long Island        | Darracq 120 |
| 1908 | Gran Premio degli Stati Uniti d'America | Savannah           | FIAT        |
| 1926 | Gran Premio di Gran Bretagna††          | Brooklands         | Delage 155B |
| 1926 | Gran Premio di La Baule                 | La Baule-Escoublac | Delage 2LCV |

- † Categoria Voiturette
- †† In coppia con Robert Sénéchal.